# 高瀬裕介
高瀬 裕介（たかせ ゆうすけ - ）は日本の映像ディレクター、アニメーション監督

## 略歴
- 大阪生まれ
- 京都精華大学　映像学科卒業
- 2005年　STUDIO4℃に入社
- 2011年　CGIディレクターとして携わった「Attraction/魅力」で カンヌライオンズ 国際クリエイティビティ・フェスティバル サイバー（インターネット）部門 シルバー受賞
- 2015年　THE DIRECTORS GUILDに参加
- 2018年　solo、株式会社TORCHを設立
- 2018年　ACC TOKYO CREATIVITY AWARDS ／ フィルム部門 ゴールド受賞

## 主な作品
|                      | 作品                                                                       |
| -------------------- | -------------------------------------------------------------------------- |
| YOASOBI              | 大正浪漫MV（監督 ／ 絵コンテ ／ 世界観設計）                               |
| テレビドラマ         | カンテレ/フジ系ドラマ アンメット-ある脳外科医の日記-｜オープニングムービー |
| NHK                  | アニメ・イン・ザ・ダーク ／ 音を見る物語                                   |
| NTTドコモ            | Quadratic Playground × YOASOBI「大正浪漫」VR Special Movie                 |
| NTTドコモ            | Quadratic Playground WEB CM                                                |
| NTTドコモ            | Quadratic Playground FEEL THE SENSE of 内田篤人                            |
| バカルディ           | BACARDI Sound Distillery 音楽蒸溜所                                        |
| 伊藤園               | 日本には世界一のお茶がある                                                 |
| LINEマンガ           | 闘神転生記～世界を救うセカンドチャンス～                                   |
| LINEマンガ           | 再婚承認を要求します                                                       |
| LINEマンガ           | 入学傭兵                                                                   |
| LINEマンガ           | 必ずハッピーエンド                                                         |
| LINEマンガ           | 俺だけレベルMAXなビギナー                                                  |
| 大塚製薬             | オロナミンC｜フレフレ！ごーごー！                                          |
| 日清カップヌードル   | HUNGRY DAYS サザエさん                                                     |
| 日清カップヌードル   | HUNGRY DAYS ワンピース ゾロ                                                |
| 日清カップヌードル   | HUNGRY DAYS ワンピース ナミ                                                |
| 日清カップヌードル   | HUNGRY DAYS ワンピース ビビ                                                |
| 日清カップヌードル   | HUNGRY DAYS ワンピース 頂上騎馬戦                                          |
| Mcdonald's           | COKE GLASS                                                                 |
| Mcdonald's           | タツタの旅                                                                 |
| Mcdonald's           | チキンタツタ「ONE PIECE – オープニング」篇                                 |
| Mcdonald's           | ごはんチキンタツタ「ONE PIECE – 次回予告」篇                               |
| Mcdonald's           | チキンタツタ「名探偵コナン 伝説の御馳走」篇                                |
| Mcdonald's           | ごはんチキンタツタ「名探偵コナン 黄昏の御馳走」篇                          |
| コカ・コーラ × NiziU | この瞬間が、私                                                             |
| ホンダ               | Honda ORIGAMI                                                              |
| 積水化学工業         | 次世代                                                                     |
| Nescafé香港          | 一罐醒神                                                                   |
| モンスターストライク | この指止まりやがれ                                                         |
| 山善                 | 手回し充電テレビラジオ                                                     |
| ＪＲ西日本           | 夏列車編                                                                   |
| オカモト             | CONDO MOODY                                                                |
| NHK                  | マチスコープ                                                               |
| YouTube              | エンタメウィーク                                                           |
| THEO                 | THEO                                                                       |
| THEO                 | Outliers                                                                   |
| THEO                 | 登山家 栗城史多                                                            |
| THEO                 | team LAB 猪子寿之                                                          |
| NEXUS                | 遊び                                                                       |
| NEXUS                | 紙遊び                                                                     |
| NEXUS                | 水遊び                                                                     |
| 参天製薬             | サンテPC                                                                   |
| KICONA               | 一番近い人                                                                 |

## 主な受賞
◆2020年
- 60th ACC TOKYO CREATIVITY AWARDS ／ フィルム部門（シルバー）

◆2019年
- ADFEST 2019 ／ FILM CRAFT LOTUS部門（シルバー）
- 2019 AME Awards ／ Branding部門（ブロンズ）
- 2019 New York Festivals Advertising Awards ／ Film Craft/Animation部門（First Prize Award）、Film/Corporate Image部門（Finalist Certificate）
- AD STARS ＜釜山国際広告祭＞／ Desing部門（クリスタル）

◆2018年
- 58th ACC TOKYO CREATIVITY AWARDS ／ フィルム部門（ゴールド）
- 58th ACC TOKYO CREATIVITY AWARDS ／ ブランデッドコミュニケーション部門（ブロンズ）
- ADC Tokyo Art Directors Club ／ コマーシャルフィルム部門（ADC賞）
- 23th AMD Award '17 ／ 年間コンテンツ賞（優秀賞）